# Treviño (Camaleño)
Treviño es una localidad del municipio de Camaleño (Cantabria, España). En el año 2023 tenía 10 habitantes (INE). La localidad está ubicada a 520 metros de altitud sobre el nivel del mar, y a 7 kilómetros de la capital municipal, Camaleño. De su patrimonio arquitectónico destaca la casona de los condes de la Cortina, con blasón de Cortina y Posada.